# Municipio de Litchville
El municipio de Litchville (en inglés: Litchville Township) es un municipio ubicado en el condado de LaMoure en el estado estadounidense de Dakota del Norte. En el año 2010 tenía una población de 49 habitantes y una densidad poblacional de 0,52 personas por km².

## Geografía
El municipio de Litchville se encuentra ubicado en las coordenadas 46°35′39″N 98°5′11″O / 46.59417, -98.08639. Según la Oficina del Censo de los Estados Unidos, el municipio tiene una superficie total de 93.41 km², de la cual 93,24 km² corresponden a tierra firme y (0,18 %) 0,17 km² es agua.

## Demografía
Según el censo de 2010, había 49 personas residiendo en el municipio de Litchville. La densidad de población era de 0,52 hab./km². De los 49 habitantes, el municipio de Litchville estaba compuesto por el 100 % blancos. Del total de la población el 0 % eran hispanos o latinos de cualquier raza.